# Rychlení rostlin
Rychlení rostlin je zkrácení lhůty do kvetení, nebo sklizně u rostlin. K rychlení je většinou třeba dodržet kvantitativní požadavky rostliny především na teplo a někdy i na světlo. Velmi často rychlenou zeleninou je salát polní, pěstovaný ke sklizni i mimo běžnou vegetační dobu v umělých podmínkách. 
Jako rychlení cibulovin je obvykle označováno termínování cibulovin prováděné snížením teploty na přesně dané hodnoty a na přesně daný termín, který může být i mimo dobu kvetení. Termínování jiným způsobem však lze provádět i u rostlin fotoperiodicky citlivých v řízených kulturách. Rychlení a termínování sklizně květin je běžnou součástí pěstování květin během roku vzhledem k některým komerčně atraktivním termínům. Rychlení ke sklizni v termínu, který je blízký běžnému termínu, se nazývá přirychlování, prováděno je například za pomoci fóliového krytu. 
Příkladem jednoduchého rychlení zeleniny je vyrytí trsu pažitky z polní kultury v listopadu a umístění do teplého skleníku. Díky teplu rostliny pažitky narostou do Vánoc do prodejné velikosti. 
Příkladem nejběžnějšího rychlení květin, které je všeobecně odpradávna používáno, je zvyk řezání barborek, kvetoucích třešní k Vánocům. Rychlení zeleniny bylo prokazatelně prováděno již ve starém Římě.